# بيتر مورينج
بيتر مورينج مواليد 13 سبتمبر 1961 في إسن، ألمانيا الغربية، هو لاعب كرة مضرب سابق بدأ مسيرته كمحترف سنة 1983 وكان يلعب باليد اليمنى. أعلى تصنيف له في الفردي كان المركز الـ 142 في سنة 1987. أعلى تصنيف له في الزوجي كان المركز الـ 281 في سنة 1987.

## النهائيات

### الفردي: (1)
| الرقم | السنة | الدورة               | الأرضية | المنافس في النهائي | النتيجة في النهائي |
| ----- | ----- | -------------------- | ------- | ------------------ | ------------------ |
| 1.    | 1987  | فينيا ديل مار، تشيلي | ترابية  | روبرتو عازار       | 4–6, 6–1, 6–4      |

## روابط خارجية
- بيتر مورينج على موقع رابطة محترفي التنس (الإنجليزية)
- بيتر مورينج على موقع الاتحاد الدولي لكرة المضرب (الإنجليزية)
- بيتر مورينج على موقع خلاصة التنس.كوم (الإنجليزية)